# Gohor Lama
Gohor Lama is een bestuurslaag in het regentschap Langkat van de provincie Noord-Sumatra, Indonesië. Gohor Lama telt 3099 inwoners (volkstelling 2010).